# Axion Beach Rock
Axion Beach Rock was een pop- en rockfestival in de Belgische kustplaats Zeebrugge. Het jaarlijks festival was eind jaren 90 een van de grootste muziekfestivals van België, maar het verdween in het begin van de 21ste eeuw.
In 1985 werd in de kuststad Oostende het festival Belga Live georganiseerd. In de badplaats De Panne vond 1981 tot 1986 al het Seaside Festival plaats. Dit festival werd in 1987 opgevolgd door het Belgafestival dat toen naar hier verhuisde. Jaarlijks werd aan de kust nu een groot festival gehouden, het Belga Beach Festival, gesponsord door sigarettenmerk Belga. Sinds 1993 werd dit festival in Zeebrugge ingericht. Vanaf 1995 werd de naam Axion Beach Rock, naar de nieuwe sponsor Axion, in 1994 gelanceerd als een jongerenrekening en merknaam van de bank het Gemeentekrediet. Het festival groeide er verder uit en haalde jaarlijks tienduizenden bezoekers.
Naast het rockpodium werd er ook dancemuziek gedraaid in een techno-tent. De vrijdag voor het festival organiseerde men eind jaren 90 "Midsummer concert on the beach", een rustiger affiche met een grote naam voor een ouder publiek.
In 2002 verbande het Brugse stadsbestuur het festival van zijn vaste datum midden juli, wegens het samenvallen met het zandsculpturenfestival in Zeebrugge. Boven had de organisator van het rockfestival, nv Variey, schulden bij het Brugse stadsbestuur. Uiteindelijk verhuisde het festival naar de Wellingtonrenbaan in Oostende, waar het de volgende zes jaar zou blijven. In 2003 lukte het de organisatie niet een goede affiche samen te stellen en men richtte dat jaar geen festival in. Enige tijd later ging de organisator uiteindelijk failliet.

## Artiesten
Dit is een (onvolledige) selectie van enkele belangrijke artiesten op de affiche van het festival, naar jaargang. Ook artiesten van het voormalige Belga Beach Festival in De Panne werden opgenomen:
- Belga Live (Ostende)
  - 1985: ZZ Top, The Kinks, TC Matic, The Screaming Blue Messiahs, The Blasters

- Belga Beach Festival (De Panne)
  - 1989: Duran Duran, Joe Cocker, Cockney Rebel, Aswad, The Pasadenas, Womack & Womack
  - 1990: Van Morrison, Spandau Ballet, Big Country, Kid Creole & The Coconuts
  - 1991: Rod Stewart, Bobby Womack, Clouseau, Snap!, Jimmy Cliff, Aztec Camera
  - 1992: Manic Street Preachers, Ringo Starr
- Belga Beach Festival (Zeebrugge):
  - 1993: The Sisters of Mercy, Depeche Mode, Vaya Con Dios, Van Morrisson, Vanessa Paradis die in laatste instantie vervangen werd door Bjorn Again
  - 1994: INXS, Elvis Costello, Iggy Pop, Killing Joke, Crash Test Dummies, East 17
- Axion Beach Rock en het voorafgaande Midsummer concert on the beach(Zeebrugge)
  - 1995: Simple Minds, Faith No More, Oasis, Paul Weller, Siouxsie and the Banshees, James Taylor Quartet
  - 1996: Sex Pistols, Lou Reed, Levellers, Manic Street Preachers, The Cardigans, Neneh Cherry, Heather Nova, The Orb, The Romans, Lush (band) , Leftfield
  - 1997: Simple Minds, Faith No More, Wet Wet Wet, Neneh Cherry, Shaggy, Apollo 440, Texas
  - 1998: Joe Cocker, Axelle Red, The Corrs, The Cure, K's Choice, Run DMC, The Prodigy, Ken Ishii, Praga Khan
  - 1999: Simply Red, The Cardigans, The Beautiful South, Das Pop, Reef, Garbage, dEUS, Urban Dance Squad, Underworld, Massive Attack
  - 2000: Iggy Pop, The Cranberries die op het laatste moment moesten afzeggen wegens vliegtuigpech, Guano Apes, Alanis Morissette, Bloodhound Gang, Moloko, Armand Van Helden, All Saints, Da Lata, Common, Angie Stone, AngeliCo
  - 2001: Manic Street Preachers, K's Choice, Fatboy Slim, Cassius, Sugababes, Morcheeba
- Seat Beach Rock (Oostende):
  - 2002 : David Bowie, Muse, The Prodigy, No Doubt, Garbage, Jamiroquai, Primal Scream, Bob Sinclair, Paul Weller, Gorki